# Parque Quase-Nacional Noto Hantō
O Parque Quase-Nacional Noto Hanto é um parque quase-nacional localizado nas prefeituras japonesas de Toyama e Ishikawa. Estabelecido em 1 de maio de 1968, tem uma área de 9 672 hectares.